# Kakpin
Kakpin  è una città e sottoprefettura della Costa d'Avorio appartenente al dipartimento di Nassian. Conta una popolazione di 7 040 abitanti (censimento 2014).